# Аджаму Барака
Аджаму Барака (англ. Ajamu Baraka; нар. 25 жовтня 1953, Чикаго, Іллінойс) — афроамериканський правозахисник, кандидат у віце-президенти США від Партії зелених у 2016 році.
Є асоційованим науковим співробітником в Інституті політичних досліджень у Вашингтоні.
Барака входить до складу рад Center for Constitutional Rights, Africa Action, Latin American Caribbean Community Center, Diaspora Afrique і Mississippi Workers’ Center for Human Rights. Раніше він працював в Amnesty International (USA) і National Center for Human Rights Education.
З 2004 по 2011 рр. Барака був виконавчим директором US Human Rights Network. Він також викладав політологію в Університеті Кларк Атланта і Коледжі Спелман.
У 1998 р. Барака був одним з 300 правозахисників, вшанованих Генеральним секретарем ООН Кофі Аннаном. У 2001 р. був названий "аболіціоністом року" Національною коаліцією за скасування смертної кари за його зусилля покласти край стратам в Сполучених Штатах.